# 15-cm-Schnelladekanone C/28
Die 15-cm-Schnelladekanone C/28 (15-cm-SK C/28) war ein Schiffsgeschütz der deutschen Reichsmarine und Kriegsmarine, welches im Zweiten Weltkrieg zum Einsatz kam.

## Entstehungsgeschichte
Grund für die Entwicklung der C/28 war die Forderung der Marine nach einem Geschütz, das die Leistungsdaten des Vorgängermodells erreichen und dabei gleichzeitig leichter sein sollte. Ab 1934 in Serie produziert, entwickelte sich das neue Modell zum Standardgeschütz der Mittelartillerie von Großkampfschiffen. Es gelangte auf den Schiffen der Deutschland-, Scharnhorst- und Bismarck-Klasse in verschiedenen Lafettierungen und Panzerdicken zum Einsatz. Wurden die Geschütze bei der Deutschland-Klasse noch in Einzellafetten aufgestellt, erfolgte der Einbau bei den übrigen Schiffen in verschiedenen Modellen von Doppellafetten mit oder ohne Entfernungsmessgerät. Weitere Verwendungen sollten auf den geplanten Schlachtschiffen der H- und O-Klasse, den Kreuzern der P- und M-Klasse und den Flugzeugträgern der Graf-Zeppelin-Klasse erfolgen. Von diesen Schiffen wurde jedoch kriegsbedingt keines fertiggestellt.

## Technische Daten

### Lafette
- Bezeichnung:             15 cm Drh.L. C/34
- Gewicht:                 108 – 120 t (je nach Ausführung)
- Kaliber:                 15 cm
- Rohrlänge L/55:          8.200 mm
- Seelenlänge:             6.588 mm
- Rohrzahl:                2
- Rohrart: 2 Lagen mit senkrechtem Keilverschluss
- Anzahl der Richtachsen:  2
- Mündungsgeschwindigkeit: 875 m/s
- größte Erhöhung:         40°
- größte Senkung:          −10°
- größte Schussweite:      23.000 m
- größte Flughöhe:         6.800 m
- Lebensdauer:             900 Schuss
- Feuergeschwindigkeit:    ~8 Schuss je Rohr und Min.
- max. Schwenkgeschw:      9°/s
- max. Höhenrichtgeschw:   8°/s

Quelle:

### Munition
Geschosse
- Panzersprenggranate mit Bodenzünder und ballistischer Haube – Psgr L/3,7 m Bdz (m. Haube) zu 45,5 kg
- Sprenggranate mit Bodenzünder und ballistischer Haube – Spgr L/4,5 m Bdz (m. Haube) zu 45,5 kg
- Sprenggranate mit Kopfzünder und ballistischer Haube – Spgr L/4,4 Kz (m. Haube) zu 45,5 kg

Treibladung
- Gewicht der Hauptkartusche 23,5 kg

Quelle:

## Einsatz als Küstengeschütz
Im Zuge des Ausbruchs des Zweiten Weltkriegs wurde ein Baustopp für alle schweren Einheiten der Kriegsmarine verhängt, die nicht innerhalb eines Jahres fertiggestellt werden konnten. In vielen Fällen war die 15-cm-Bewaffnung bereits teilweise fertiggestellt und ausgeliefert worden. Diese überzähligen Geschütze wurden daraufhin zur Küstenverteidigung als Teil des Atlantikwalls eingesetzt. Beispielsweise wurden vier 15 cm S.K. C/28 in zwei Zwillingslafetten, die eigentlich für die Graf Zeppelin bestimmt waren, im finnischen Petsamo installiert. Zwei weitere Zwillingslafetten kamen in Nordnorwegen nahe der finnischen Grenze zum Einsatz. Diese Batterie wurde kurz vor Kriegsende 1945 nach Tromsø verlegt und später von den norwegischen Streitkräften übernommen. Vier weitere Geschütze standen am Ärmelkanal, zwei davon in Geschützbunkern und ein weiteres in einer offenen Bettung, um auch Landziele auf dem französischen Festland bekämpfen zu können. Für das letzte wurde im April 1944 ein drehbarer Stahlbetonturm konstruiert, der erste seiner Art. Dieser war auf die ausgebaute Bettung eines Geschützturms des französischen Schlachtschiffs Provence gesetzt. Aufgrund der Invasion der Alliierten in der Normandie 1944 wurde diese Konstruktion nie vollendet, der Turm konnte jedoch bereits im Handantrieb gedreht werden.
Die 15-cm-Zwillingslafetten des 1942 außerdienstgestellten Schlachtschiffes Gneisenau wurden in Dänemark auf der Insel Fanø aufgestellt und 1952 in der Festung Stevnsford verlegt. Obwohl die Batterien 1984 in den Reservestatus zurückgestuft wurden, feuerten die Geschütze bis Sommer 2000 regelmäßig zu Trainingszwecken. Die militärische Verwendung der Festung endete 2001, anschließend wurde auf dem Gelände ein Museum eingerichtet.

## Verwendung im Heer
Die Verwendung der 15 cm S.K. C/28 als Heeresartilleriegeschütz sollte ursprünglich nur eine Übergangslösung darstellen, da zum einen die Küstengeschützbunker noch nicht fertiggestellt waren und zum anderen die Herstellung der standardmäßigen 17- und 21-cm-Geschütze des Heeres nicht mit der Produktion der zugehörigen Lafetten Schritt halten konnte. Infolgedessen wurden insgesamt acht 15-cm-C/28 auf Heereslafetten gesetzt und unter der Bezeichnung 15 cm SK C/28 in Mörserlafette bei der Schweren Artillerieabteilung 620 eingesetzt. In der Regel wurden die Einheiten umbewaffnet, sobald die 15- bzw. 17-cm-Heeresgeschütze in ausreichender Zahl vorhanden waren.

## Rezeption
Die 15 cm S.K. C/28 wurde aufgrund ihrer hohen Präzision und Zuverlässigkeit als gelungener Entwurf angesehen und entsprach den Doktrinen der Kriegsmarine, die einen Einsatz der Schlachtschiffe auch als Einzelfahrer vorsah. Der Raum- und Gewichtsbedarf ging jedoch u. a. zu Lasten der Flugabwehrbewaffnung und stand im Gegensatz zu anderen Marinen, die eine einheitliche Mittelartillerie aus Mehrzweckgeschützen bevorzugten und dabei – mit Ausnahme der USA – mehr schlechte als gute Erfahrungen machten.